# Pirate Parties International
Pirate Parties International (PPI) ist der Weltverband der Piratenparteien. Die internationale Nichtregierungsorganisation entstand 2006 als loser Zusammenschluss der damals entstehenden Piratenparteien. Im April 2010 wurde die PPI offiziell gegründet. Derzeit hat sie 31 Mitgliedsparteien (Stand Dezember 2023).

## Aufgabe und Struktur
Die PP International unterstützt und koordiniert Gründungsplanungen von Piratenparteien weltweit. Außerdem dient sie der internen Kommunikation. Dazu betreibt sie internationale Foren und Mailinglisten.
Angeführt wird die Organisation vom PPI-Board, bestehend aus Vorsitzenden, stellv. Vorsitzendem, dem Schatzmeister, dem Generalsekretär und drei weiteren Mitgliedern.

## Geschichte
Nach der Gründung der Piratpartiet in Schweden am 1. Januar 2006 entstanden in ganz Europa, später auch weltweit, weitere Piratenparteien. Noch im selben Jahr entstand eine lose Vernetzung dieser Parteien. Im Juni 2007 trafen sich erstmals Vertreter der Piratenparteien Schwedens, der Niederlande, Österreichs, Deutschlands, Polens, Spaniens, Irlands, Dänemarks und Finnlands zu einer internationalen Konferenz in Wien. 2008 folgten weitere Konferenzen in Berlin und Uppsala. In Uppsala wurde Andrew Norton (USA) zum PPI-Koordinator gewählt und die Uppsala-Deklaration verabschiedet.
Anfang 2009 traf man sich in Helsinki und im August 2009 wurde ein Coreteam (Kernteam) unter Führung von Patrick Mächler (Schweiz) und Samir Allioui (Niederlande) installiert. Seit Oktober 2009 hat die PPI den Status einer Nichtregierungsorganisation (Feitelijke vereniging) mit Sitz in Belgien.
Auf einer Konferenz vom 16. bis 18. April 2010 in Brüssel erfolgte schließlich die offizielle Konstituierung der PPI, an der sich 22 nationale Piratenparteien beteiligten. Der Bundesparteitag der deutschen Piratenpartei vom 15. bis 16. Mai 2010 in Bingen am Rhein bestätigte offiziell den Beitritt der deutschen Partei. Die erste offizielle Generalversammlung der PPI fand am 12. und 13. März 2011 in Friedrichshafen statt. Am 14. und 15. April 2012 wurde die zweite Generalversammlung in Prag abgehalten. Die dritte Generalversammlung fand am 20. und 21. April 2013 in Kasan statt. Im Jahr 2017 wurde ihr der Beraterstatus beim Wirtschafts- und Sozialrat der Vereinten Nationen gewährt. Sie ist Schirmherrin der seit 2015 in München stattfindenden Pirate Security Conference.

## PPI-Konferenzen
| Name                                      | Datum der Konferenz                                       | Ort                                        | Gastgeber                                       |
| ----------------------------------------- | --------------------------------------------------------- | ------------------------------------------ | ----------------------------------------------- |
| International Conference 2007             | 08.06.2007 – 10.06.2007                                   | Wien, Österreich                           | Piratenpartei Österreichs                       |
| International Conference 1/2008           | 26.01.2008 – 27.01.2008                                   | Berlin, Deutschland                        |                                                 |
| International Conference 2/2008           | 27.06.2008 – 29.06.2008                                   | Uppsala, Schweden                          | Piratpartiet                                    |
| PPI Conference 2010 (Founding Conference) | 16.04.2010 – 18.04.2010                                   | Brüssel, Belgien                           | Pirate Party Belgium                            |
| PPI Conference 2011                       | 12.03.2011 – 13.03.2011                                   | Friedrichshafen, Deutschland               | Piratenpartei Deutschland                       |
| PPI Conference 2012                       | 14.04.2012 – 15.04.2012                                   | Prag, Tschechische Republik                | Česká pirátská strana                           |
| Pirate Summer Conference                  | 09.06.2012 – 10.06.2012                                   | Aarau, Schweiz                             | Piratenpartei Aargau                            |
| PPI Conference 2013                       | 20.04.2013 – 21.04.2013                                   | Kasan, Russland                            | Пиратская Партия России                         |
| PPI Conference 2014                       | 12.04.2014 – 13.04.2014                                   | Paris, Frankreich, in OpenSpace Conference | Parti Pirate                                    |
| PPI Conference 2015                       | 04.04.2014 – 05.07.2015                                   | Warschau, Polen, in OpenSpace Conference   | Partia Piratów                                  |
| PPI Conference 2016                       | 23.07.2016 – 24.07.2016                                   | Berlin, Deutschland                        | Piratenpartei Berlin                            |
| PPI Conference 2017                       | 25.11.2017 – 23.11.2017                                   | Genf, Schweiz                              | Piratenpartei Schweiz                           |
| PPI Conference 2018                       | 03.11.2018 – 04.11.2018, Online-Fortsetzung am 10.11.2018 | München, Deutschland                       | Piratenpartei Deutschland, Piratenpartei Bayern |
| PPI Conference 2019                       | 07.12.2019 – 08.12.2019                                   | online                                     | Nur per Video-Konferenz                         |
| PPI Conference 2020 (ohne Board-Wahl)     | 30.05.2020                                                | online                                     | Nur per Video-Konferenz                         |
| PPI Conference 2020                       | 06.12.2020                                                | online                                     | Nur per Video-Konferenz                         |
| PPI Conference 2021 (ohne Board-Wahl)     | 03.07.2021                                                | online                                     | Nur per Video-Konferenz                         |
| PPI Conference 2021                       | Q4 2021                                                   | TBD                                        | TBD                                             |

## Austritte
Im Februar 2015 kündigte die Pirate Party Australia ihre Mitgliedschaft von der PPI wegen einer ernsten Uneinigkeit mit der Richtung und dem Management der Organisation auf. Im selben Monat trat auch die Pirate Party UK aus, und im März setzte die belgische Piratenpartei ihre Mitgliedschaft von der PPI aus.
Am 20. April 2015 stimmte die Piratenpartei Islands mit überwältigender Mehrheit für einen Austritt von PPI. Ein Mitglied der Exekutive, Arnaldur Sigurðarson, meldete eine Stimmenanteil von 96,56 % zugunsten des Austritts und fügte hinzu: „Die PPI war ziemlich nutzlos, wenn es um Ziele ging, die die internationale Zusammenarbeit zwischen Piratenparteien fördern sollten.“
Im Mai 2015 beschloss die Piratenpartei Schwedens mit einer erheblichen Mehrheit, die PPI zu verlassen und ihren Beobachterstatus aufzukündigen.
Am 24. Juli 2016 zog sich die Pirate Party of Canada offiziell aus PPI zurück und verwies auf anhaltende Probleme mit der Organisation sowie auf das Versäumnis, Erfolge zu erreichen. Die Partei wurde am 30. November 2017 aufgelöst.
Die Piratenpartei Österreichs (Gründungsmitglied) trat 2022 aus der PPI aus.

## Mitglieder
Laut Satzung konnten nur Parteien beitreten, die eine Abwandlung des Wortes „Piraten“ im Namen führen, die Regelung wurde geändert, um anderen Parteien wie der Internetpartei Neuseeland eine Aufnahme zu ermöglichen. Prinzipiell kann pro Land nur eine Partei stimmberechtigtes Mitglied werden, sollte eine weitere Partei hinzukommen, werden die Stimmen geteilt. Weitere Organisationen können beobachtendes Mitglied werden. Eine individuelle Fördermitgliedschaft ist möglich.
| Land               | Parteiname                                                    | Kontinent               |
| ------------------ | ------------------------------------------------------------- | ----------------------- |
| Belgien            | Piratenpartij / Parti Pirate *                                | Europa                  |
| Brasilien          | Partido Pirata *                                              | Südamerika              |
| Chile              | Partido Pirata de Chile                                       | Südamerika              |
| Deutschland        | Piratenpartei Deutschland *                                   | Europa                  |
| Estland            | Eesti Piraadipartei                                           | Europa                  |
| Frankreich         | Parti Pirate *                                                | Europa                  |
| Griechenland       | Κόμμα Πειρατών Ελλάδας                                        | Europa                  |
| Israel             | הפיראטים מפלגת                                                | Asien                   |
| Italien            | Partito Pirata Italiano *                                     | Europa                  |
| Luxemburg          | Piratepartei Lëtzebuerg *                                     | Europa                  |
| Neuseeland         | The Pirate Party of New Zealand Internet Party of New Zealand | Australien und Ozeanien |
| Niederlande        | Piratenpartij Nederland *                                     | Europa                  |
| Norwegen           | Piratpartiet Norge                                            | Europa                  |
| Polen              | Partia Piratów                                                | Europa                  |
| Portugal           | Partido Pirata Português *                                    | Europa                  |
| Russland           | Пиратская Партия России *                                     | Europa                  |
| Schweiz            | Piratenpartei Schweiz *                                       | Europa                  |
| Serbien            | Piratska Partija (2022 neu gegründet)                         | Europa                  |
| Slowakei           | Slovenská Pirátska Strana Pirátska strana - Slovensko         | Europa                  |
| Spanien            | Pirates de Catalunya                                          | Europa                  |
| Tschechien         | Česká pirátská strana *                                       | Europa                  |
| Tunesien           | Piratenpartei Tunesien                                        | Afrika                  |
| Türkei             | Korsan Partisi Korsan Parti Türkiye                           | Europa                  |
| Ukraine            | Українське піратське співтовариство                           | Europa                  |
| Ungarn             | Kalózpárt                                                     | Europa                  |
| Venezuela          | Piratenpartei Venezuela                                       | Südamerika              |
| Vereinigte Staaten | United States Pirate Party                                    | Nordamerika             |

* Gründungsmitglieder
Beobachter
| Belarus            | Piratenzentrum von Belarus |
| Deutschland        | Piratenpartei Bayern Piratenpartei Berlin Piratenpartei Brandenburg Piratenpartei Hessen Piratenpartei Niedersachsen Piratenpartei Nordrhein-Westfalen Piratenpartei Potsdam europe beyond division |
| Finnland           | Piraattipuolue |
| Frankreich         | Pirate Lobby |
| Italien            | Pirati.io |
| Lettland           | Pirātu Partiju |
| Japan              | Kaizokutō (海賊党) Piratenpartei von Japan (neu) |
| Rumänien           | Partidul Pirat Romania |
| Schweden           | Ung Pirat (Jugendverband der schwedischen Piratenpartei) |
| Serbien            | Pokret Napred |
| Slowenien          | Piratska stranka Slovenije |
| Spanien            | Partido Pirata * Piratas de La Rioja |
| Vereinigte Staaten | Pirate Party of New York |
| Europa             | Europäische Piratenpartei |
| International      | Pirates Without Borders |

* Gründungsmitglieder

- Die Mitgliedschaft der Pirate Party of Ireland (Gründungsmitglied) wurde im Juni 2012 aufgehoben, nachdem sich die Partei aufgelöst hatte.
- Die isländische Besti flokkurinn  wurde 2014 aufgelöst.
- Die Piratenpartei Belgiens (Gründungsmitglied) setzte im März 2015 ihre Mitgliedschaft aus.
- Die Piratenpartei Serbiens (Gründungsmitglied) wurde 2017 aufgelöst.
- Die dänische Piratpartiet (Gründungsmitglied) wurde 2017 aufgelöst.
- Die österreichische Piraten Partei Tirol wurde am 11. Jänner 2019 aufgelöst.
- Die kroatische Piratska stranka wurde 2018 aus dem kroatischen Parteienregister entfernt.
- Die finnische Piraattipuolue wurde Beobachter; Mitteilung ordnungsgemäß zugestellt am 11. Januar 2021
- Die bulgarische Piratska Partija wurde entfernt durch die CoA-Entscheidung vom 8. Januar 2022 wegen Inaktivität
- Die kasachische Қазақстан Қарақшылар Партиясы wurde entfernt durch die CoA-Entscheidung vom 8. Januar 2022 wegen Inaktivität
- Die marokkanische Parti Pirate Maroc wurde entfernt durch die CoA-Entscheidung vom 8. Januar 2022 wegen Inaktivität
- Die bosnisch-herzegowinische Piratska Partija Bosne i Hercegovine wurde entfernt durch die CoA-Entscheidung vom 8. Januar 2022 wegen Inaktivität
- Die Piratenpartei Südkorea wurde entfernt durch die CoA-Entscheidung vom 8. Januar 2022 wegen Inaktivität
- Die amerikanische Pirate Party of Florida wurde entfernt durch die CoA-Entscheidung vom 8. Januar 2022 wegen Inaktivität
- Die Piratenpartei Österreichs ist am 10. Dezember 2022 aus der PPI ausgetreten.

## Vorstand
Der erste Vorstand wurde auf der Gründungsversammlung gewählt. Seitdem wird der Vorstand jährlich im Rahmen einer PPI-Konferenz neu gewählt. Der PPI-Vorstand setzt sich zusammen aus einer gleichberechtigten Doppelspitze im Vorsitz, dem Chief Administrative Officer (CAO), dem Chief Financial Officer (CFO) und den Beisitzern.
| Jahr                          | Vorsitzende                                        | CAO                | CFO                    | Beisitzer                                                                              | Ersatzbeisitzer                                                                                  |
| ----------------------------- | -------------------------------------------------- | ------------------ | ---------------------- | -------------------------------------------------------------------------------------- | ------------------------------------------------------------------------------------------------ |
| 2010/2011                     | Grégory Engels, Jerry Weyer                        | Joachim Mönch      | Nicolas Sahlqvist      | Aleksandar Blagojevic, Jakub Michálek, Bogomil Shopov                                  | –                                                                                                |
| 2011/2012                     | Samir Allioui, Marcel Kolaja (zurückgetreten)      | Lola Woronina      | Patrick Mächler        | Finlay Archibald (zurückgetreten), Paul da Silva (zurückgetreten), Thomas Gaul         | –                                                                                                |
| 2012/2013                     | Grégory Engels, Lola Woronina                      | Travis McCrea      | Ed Geraghty            | Nuno Cardoso, Jelena Jovanović, Denis Simonet                                          | Brendan Molloy, Thomas Gaul, Alessandra Minoni, Andrew Norton (zurückgetreten am 26. April 2012) |
| 2013/2014                     | Grégory Engels, Vojtěch Pikal                      | Thomas Gaul        | Marc Tholl             | Nuno Cardoso, Azat Gabrakhmanov, Denis Simonet                                         | Jelena Jovanović, Paul Bossu, Radosław Pietroń, Yasin Aydin                                      |
| 2014/2015                     | Maša Čorak bis 6. Januar 2015, Koen de Voegt       | Thomas Gaul        | Sebastian Krone        | Grégory Engels, Anders Kleppe, Stathis Leivaditis                                      | Marco Confalonieri, Yasin Aidin, Min Chiaki, Chemseddine Ben Jemaa                               |
| 2015/2016                     | Andrew Reitemeyer Patrick Schiffer                 | Henrique Peer      | Karla Medrano          | Min Chiaki, Chemseddine Ben Jemaa, Richard Hill                                        | Anders Kleppe, Nikolay Voronov, Koen De Voegt, Grégory Engels                                    |
| 2016–2017                     | Guillaume Saouli, Bailey Lamon                     | Thomas Gaul        | Keith L. Goldstein     | Andrew Reitemeyer, Raymond Johansen, Koen De Voegt                                     | Anders Kleppe, Patrick Schiffer, Adam Wolf, Grégory Engels                                       |
| 2017 bis November 2018        | Guillaume Saouli, Bailey Lamon                     | Keith L. Goldstein | Thomas Gaul            | Andrew Reitemeyer, Raymond Johansen, Koen De Voegt, Nikolay Voronov                    | Adam Wolf, Etienne Evelin, Daniel Danta Prazeres, Grégory Engels                                 |
| November 2018 – Dezember 2019 | Guillaume Saouli (chair) Bailey Lamon (vice-chair) | Keith L. Goldstein | Michal Gill            | Etienne Evellin, Raymond Johansen, Ladislav Koubek                                     | Daniel Dantas Prazeres, Grégory Engels, Kitty Hundal, Cédric Levieux                             |
| Dezember 2019 – Dezember 2020 | Bailey Lamon (chair) Grégory Engels (vice-chair)   | Keith L. Goldstein | Daniel Dantas Prazeres | Cédric Levieux, Thomas Gaul, Michal Gill, Linda B. Tørkle, Giuseppe Calandra           | Sebastian Krone, Carlos Polo, Svein Mork Dahl, Cristina Diana Bargu                              |
| seit Dezember 2020            | Bailey Lamon (chair) Grégory Engels (vice-chair)   | Michal Gill        | Sebastian Krone        | Keith L. Goldstein, Carlos Polo, Manuel Caicedo, Dario Castane, Daniel Dantas Prazeres | Svein Mork Dahl, Thomas Gaul, Ji Yong Dijkhuis                                                   |

## Schirmherrschaft
Die Pirate Party International hat die Schirmherrschaft über die Piraten Sicherheitskonferenz.